# Гуапиасу
Гуапиасу (порт. Guapiaçu) — муниципалитет в Бразилии, входит в штат Сан-Паулу. Составная часть мезорегиона Сан-Жозе-ду-Риу-Прету. Входит в экономико-статистический микрорегион Сан-Жозе-ду-Риу-Прету. Население составляет 16 618 человек на 2006 год. Занимает площадь 325,028 км². Плотность населения — 51,1 чел./км².
Праздник города — 30 ноября.

## История
Город основан 1 декабря 1959 года.

## Статистика
- Валовой внутренний продукт на 2003 составляет 342.672.613,00 реалов (данные: Бразильский институт географии и статистики).
- Валовой внутренний продукт на душу населения на 2003 составляет 22.169,41 реалов (данные: Бразильский институт географии и статистики).
- Индекс развития человеческого потенциала на 2000 составляет 0,817 (данные: Программа развития ООН).